# Volvo ECC

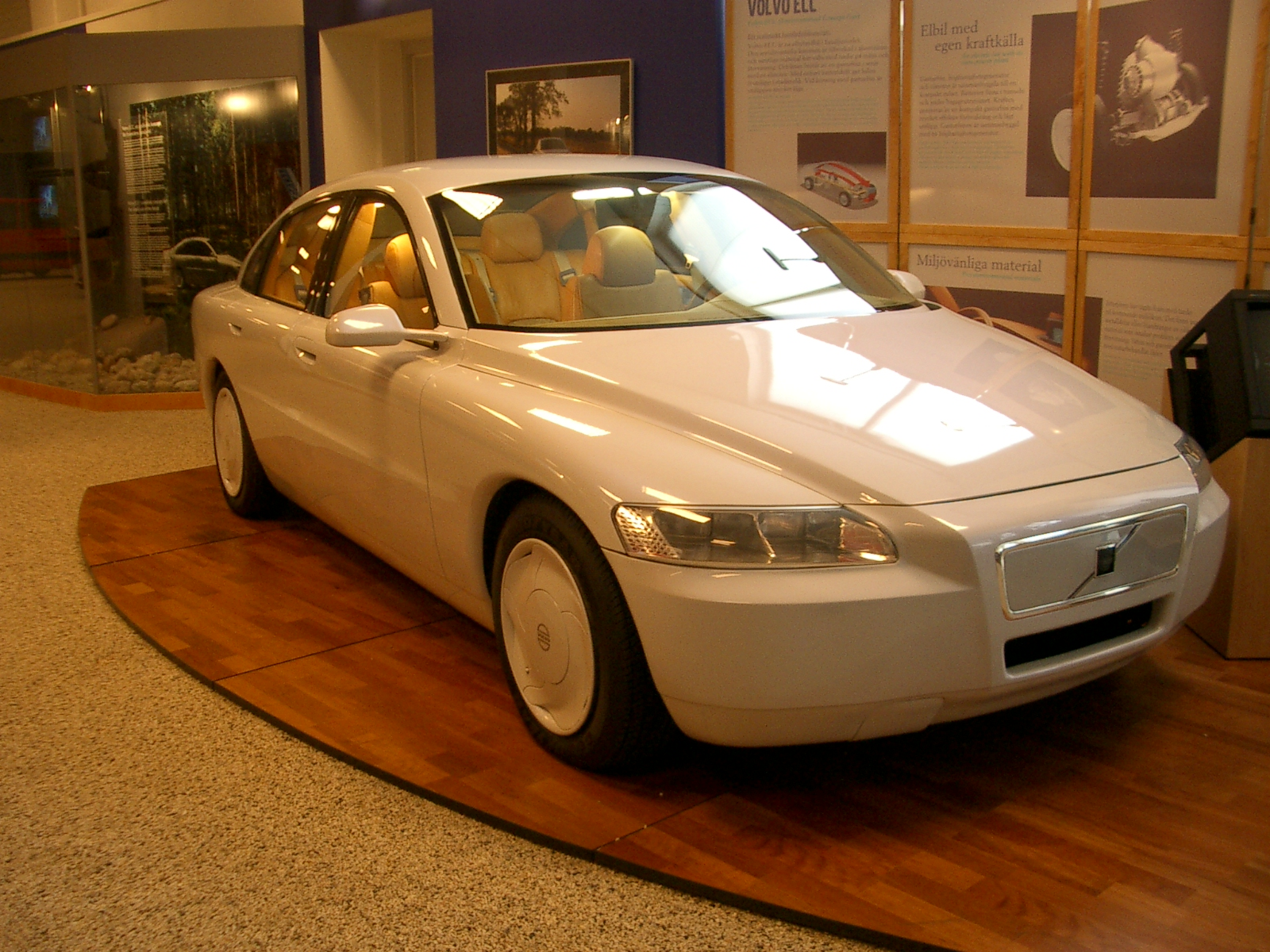
Volco ECC

El Volvo ECC es un prototipo de automóvil construido por el fabricante sueco de automóviles Volvo en 1992, el nombre ECC significa "Enviromental Concept Car". Se trataba de un ejercicio de diseño en el uso de material reciclado. Era alimentado por un motor híbrido eléctrico de 53 CV y un motor de turbina de gas de 56 CV. Gran parte de sus componentes fueron reutilizados en el Volvo S80, el ECC tenía transmisión automática de 2 velocidades, aceleraba de 0 a 100 km/h en 13 segundos y alcanzaba una velocidad máxima de 175 km/h.